# Assel
Assel (franska) (luxemburgiska: Aassel lyssna (fil), tyska: Assel) är en ort i kantonen Remich i sydöstra Luxemburg. Den ligger i kommunen Bous, cirka 14,5 kilometer sydost om staden Luxemburg. Orten har 212 invånare (2022).